# Пежо тип 56
Пежо тип 56 (фр. Peugeot Type 56) је био мали аутомобил произведен 1903. од стране француског произвођача аутомобила Пежо у њиховој фабрици у Оданкуру. У тој години је произведено 16 јединица.
Аутомобил је покретао четворотактни, једноцилиндрични мотор снаге 6,5 КС при 1200 обртаја у минути и запремине 833 cm³. Мотор је постављен напред и преко карданског преноса давао погон на задње точкове.
Међуосовинско растојање је 1750 мм, размак точкова 1080 мм и дужина аутомобила је 2800. Каросерија је типа tonneau са простором за четири особе.

## Галерија
- Пежо тип 56
- Пежо тип 56 tonneau
- Пежо тип 56
- Пежо тип 56